# Malacoctenus erdmani
Malacoctenus erdmani är en fiskart som beskrevs av Smith, 1957. Malacoctenus erdmani ingår i släktet Malacoctenus och familjen Labrisomidae. Inga underarter finns listade i Catalogue of Life.